# Stanisław Sobański
Stanisław Sobański (ur. 20 września 1951 w Głubczynie) – polski polityk i działacz związkowy, poseł na Sejm I kadencji.

## Życiorys
Ukończył w 1981 Liceum Ekonomiczne w Pile. Pracował w przedsiębiorstwie PNiG Piła. Był etatowym działaczem związkowym, pełnił m.in. funkcję skarbnika komisji zakładowej NSZZ „Solidarność”. W 1991 uzyskał mandat posła na Sejm I kadencji, który wykonywał do 1993. Został wybrany w okręgu gorzowsko-pilskim z listy NSZZ „Solidarność”. Zasiadał w Komisji Stosunków Gospodarczych z Zagranicą i Gospodarki Morskiej oraz Komisji Młodzieży, Kultury Fizycznej i Sportu. Później wycofał się z działalności politycznej, podejmując pracę w sektorze prywatnym.